# Accessibility Toolkit
Accessibility Toolkit (ATK) si riferisce all'ATK di GNOME.
L'ATK è un toolkit per sviluppatori che consente ai programmatori l'uso, nelle loro applicazioni, delle comuni caratteristiche di accessibilità di GNOME.
Ciò include funzioni quali ad esempio i temi ad alto contrasto visivo per i non vedenti e i modificatori di comportamento di tastiera (ad esempio i cosiddetti tasti appiccicosi o sticky keys) per gli utenti con controllo motorio ridotto.